# Krāslava (stad)
Krāslava is een stad in Letland in de gemeente Krāslavas novads in de streek Letgallen. De plaats verkreeg stadsrechten in het jaar 1923.
Krāslava werd voor het eerst genoemd in 1558, het was toen niet meer dan een heuvelfort. Later werd het een handelsplaats. Van 1757 tot 1842 was en een katholiek seminarie.